# El gen de la creatividad
El gen de la creatividad: Lo que inspiró a Kojima para crear Metal Gear y Death Stranding (título en inglés: The Creative Gene: How Books, Movies, and Music Inspired the Creator of Death Stranding and Metal Gear Solid, lit. 'El gen creativo: cómo los libros, las películas y la música inspiraron al creador de Death Stranding y Metal Gear Solid') es un libro autobiográfico escrito por el diseñador de videojuegos japonés Hideo Kojima, publicado el 12 de octubre de 2021 por VIZ Media. Basado en la colección de ensayos titulada The Gifted Gene and My Lovable Memes que se publicó en Japón en 2019, el libro se centra en las inspiraciones de Kojima en su trabajo en varios medios de la cultura popular, como libros, películas y música. Explorando temas como el aislacionismo, la soledad, el dolor y la muerte, El gen de la creatividad coloca anécdotas personales de la vida de Kojima que involucran sus inspiraciones con sus sentimientos hacia la multitud de obras que lo inspiraron. El gen de la creatividad recibió críticas positivas de los críticos, con elogios hacia la exploración de Kojima de sus inspiraciones y su influencia en su vida.

## Antecedentes y desarrollo

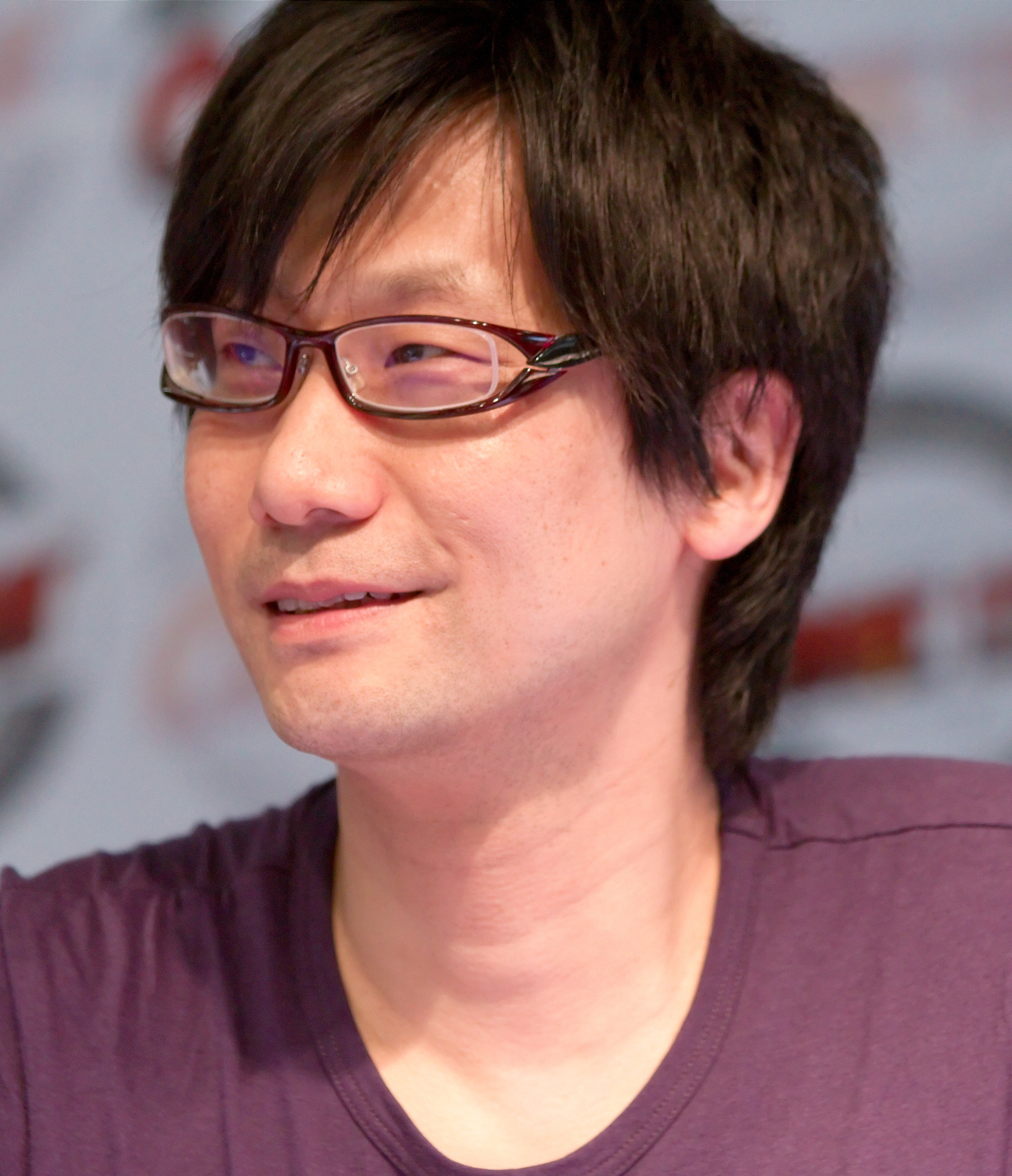
Hideo Kojima en la Japan Expo de 2010.

Hideo Kojima es un diseñador de videojuegos japonés que se destaca por crear la serie de videojuegos Metal Gear y los juegos Policenauts, Snatcher y Death Stranding. Valorado como un «auteur» y una figura prominente en la industria de los videojuegos, Kojima escribió el libro The Gifted Gene and My Lovable Memes como una colección de ensayos que detallan sus inspiraciones. Escrito en japonés, el libro fue publicado originalmente por Shincho Bunko y lanzado en Japón el 27 de octubre de 2019. En febrero de 2021, la editorial VIZ Media anunció que el 12 de octubre se lanzaría una versión traducida al inglés del libro, bajo el título de The creative gene: How books, movies, and music inspired the creator of Death Stranding and Metal Gear Solid («El gen creativo: cómo los libros, las películas y la música inspiraron al creador de Death Stranding y Metal Gear Solid»).

## Premisa y contenido
El gen de la creatividad es un libro autobiográfico que comprende una variedad de cuentos, ensayos y anécdotas que abarcan la vida de Kojima, muchos de los cuales se centran en los diversos medios de la cultura popular por los que Kojima desarrolló una adoración y cómo le han impactado. Uno de los primeros ensayos del libro relata la afinidad de Kojima por la literatura proveniente de su infancia; Proclamándose a sí mismo como un «niño de la llave», Kojima leía libros habitualmente cuando era niño como una forma de lidiar con la muerte de su padre, adquiriendo experiencia de vida a partir de las lecciones que aprendió de los libros y de las películas. Kojima elabora aún más sus creencias sobre la narración de historias, afirmando que «las historias te permiten experimentar lugares a los que nunca podrías ir: el pasado, el futuro o mundos distantes. Puedes convertirte en una etnia o género diferente. Incluso cuando estás leyendo solo, estás compartiendo esas historias a medida que se desarrollan ante ti con innumerables personas que nunca has conocido». Kojima también habla de su rutina para visitar librerías durante su tiempo libre, y transmite que explorar las diversas obras literarias le ayuda a «mejorar en la búsqueda de encuentros que sean significativos para mí y a perfeccionar aún más mi sensibilidad».
Un ensayo notable del libro trata sobre la adoración de Kojima por el espacio exterior desde su infancia. Publicado originalmente en 2009, el ensayo profundiza en el impacto que el espacio ha tenido en la visión de Kojima sobre la humanidad y revela su sueño de aventurarse en el espacio algún día. En el ensayo, Kojima expresó que estaría satisfecho con orbitar alrededor de la atmósfera de la Tierra, además de confesar que sacrificaría su puesto como diseñador de juegos para perseguir su sueño. Kojima también confesó su deseo de convertirse en astronauta, pero renunció a su sueño y se dedicó al diseño de juegos debido a las limitaciones del programa espacial en desarrollo de Japón durante su infancia. Otro ensayo, publicado en 2011, combina la reseña de Kojima de la novela ligera Hankyu Densha de Hiro Arikawa de 2008 con sus recuerdos de infancia sobre los ferrocarriles Hankyū. En el capítulo, Kojima recuerda recuerdos de viajar en trenes en varios momentos de su vida, incluida su edad adulta, donde volvió a viajar en tren un año antes de escribir el ensayo. Kojima reflexionó sobre el valor sentimental de los ferrocarriles Hankyu y escribió que los ferrocarriles «no eran sólo un medio para ir de un lugar a otro, sino una máquina del tiempo que conectaba mis recuerdos con mi ciudad natal».

## Temas y estilo
Varias publicaciones señalaron que el libro narra las conexiones entre las obras mediáticas favoritas de Kojima y sus sentimientos sobre los acontecimientos que rodearon su vida. A través de estas reflexiones entrelazadas, El gen de la creatividad explora cómo el consumo de medios enmarca la percepción que la humanidad tiene del mundo. Al escribir para The A.V. Club, Sam Barsanti consideraba los medios discutidos en los ensayos de Kojima como temas tangenciales que, en última instancia, reflejaban ideas más amplias que prevalecían en su vida. Barsanti aseveró que el ensayo sobre la serie de anime japonesa Space Battleship Yamato profundizó en la relación de Kojima con su padre. También notó un patrón similar con el ensayo en los programas de televisión Bewitched, Little House on the Prairie y el anime Shin Chan que explora cómo la muerte de su padre influyó en sus valores familiares. Cameron Kunzelman de la revista Paste afirmó que el libro muestra a Kojima «reflejando constantemente sus propias experiencias con los medios a través de lo que estaba sucediendo tanto en su vida personal como en el contexto más amplio de la cultura japonesa». Al hablar de él como un creador cuyos gustos estéticos desarrollados ayudaron en su capacidad para dirigir juegos, explica que las inspiraciones de Kojima en su trabajo demuestran la «filosofía de la creación, en la que la persona individual es siempre una especie de nexo cultural que mezcla influencias y produce nuevas cosas». Las publicaciones también señalaron que Kojima evita explicaciones abiertas de su proceso creativo específico y meros resúmenes de sus inspiraciones en El gen de la creatividad. Joshua Furr de DualShockers escribió que el libro contenía pocas referencias a los videojuegos que creó, como la saga Metal Gear, sino que hablaba de libros, películas y música relacionados con su vida.
Kunzelman afirmó que El gen de la creatividad aborda temas como la soledad, la muerte y el dolor. Escribió que el libro contiene un «enfoque trágico» que prevalece en muchas de las historias, argumentando que la propensión de Kojima a centrarse en obras más oscuras de los medios «se centra en su interés en la relación entre las personas, sus sociedades y cómo abordan los enormes cambios ambientales». Annette Polis de Siliconera señala que el libro divulga aspectos de la vida personal de Kojima, como cómo afrontar la muerte de su padre y sus conflictos con la depresión, mientras que Furr destacó un ensayo sobre la película Taxi Driver (1976) relacionado con sus experiencias con la infancia. reclusión, identificándose con el personaje Travis Bickle. Las publicaciones también comentaron un ensayo dedicado a Satoshi Itoh sobre la novelización de Metal Gear Solid 4: Guns of the Patriots (2008) que refleja temas de muerte en el libro; Itoh, un amigo cercano de Kojima y autor de la novela, sucumbió al cáncer en 2009 a la edad de 34 años, poco después de completar la novela. Rich Stanton de PC Gamer relacionó los temas del libro de soledad, arrepentimiento y aislacionismo con Death Stranding, y también conectó el juego con el ensayo de Kojima sobre Taxi Driver.
Algunos aspectos del libro profundizan en temas explorados en los juegos de Kojima, como genes, memes y escenas; las tres ideas fueron exploradas en los juegos de Metal Gear Solid. Barsanti señaló que El gen de la creatividad se centra ampliamente en la idea de los memes, y que las discusiones de Kojima en los medios le gustan para transmitir cómo la información influye en la educación de las personas. Kunzelman se refirió al énfasis de Kojima en los memes como «dawkinsiano», y describió las opiniones de Kojima sobre los memes como provenientes de un punto de vista más individualizado que involucra la difusión de ideas entre las personas. Al escribir para GamesHub, el desarrollador de juegos independiente Naphtali Faulkner analizó las relaciones de Kojima con los medios en el contexto de la creación, es decir, cómo las ideas que se desarrollan más allá de varias generaciones inspiran obras de arte. Faulkner afirma que a través de la exploración de los medios, el libro «muestra cómo podemos empezar a pensar en los memes como algo más que un simple homenaje: cómo podemos empezar a recortar la superficie de las cosas que nos gustan y profundizar en el espíritu de las ideas que resuenan en nosotros».

## Recepción
El gen de la creatividad recibió críticas positivas de los medios de comunicación, varios de los cuales elogiaron la naturaleza personal y sincera del libro. Barsanti de The A.V. Club calificó el libro con una A-, elogiando las expresiones apasionadas de Kojima por sus obras de arte favoritas; opinó que los mejores momentos del libro «son destellos de la mente de un artista visionario que trabaja en un medio que no siempre es conocido por su capacidad para el arte visionario». Kunzelman elogió el libro y consideró que no sólo ofrecía una visión de las influencias de Kojima, sino también de los motivos oscuros recurrentes que se encuentran en su vida y obra. Comparando el libro con la afinidad de Kojima por las tragedias de ciencia ficción, Kunzelman consideró el libro como algo similar a una premonición que ofrece «un vistazo a un tipo particular de máquina humana», afirmando también que «abrazarlo por completo nos llevaría por el camino equivocado». Stanton también ofreció elogios y críticas menores al libro, creyendo que el libro alterna entre profundidad que invocaría la inmersión en los lectores y momentos de autocomplacencia que permitirían una lectura superficial. Jeff Dunn de Engadget clasificó El gen de la creatividad entre sus libros favoritos de 2022, y elogió el libro tanto por su honestidad como por su estima hacia el arte y el proceso creativo.
Varios críticos señalaron que El gen de la creatividad les dio a ellos y a los lectores también un aprecio más profundo por las obras de ficción. Polis descubrió que aspectos de su vida estaban relacionados con la multitud de obras que disfrutaba Kojima, observando que compartían un interés común en autores como Agatha Christie, Miyuki Miyabe y Kazuo Umezu. También afirmó que a través de intereses similares resonaba más con Kojima, y propuso que el libro era una «mirada fantástica a la mente de uno de los diseñadores de juegos más conocidos». Furr expresó que el libro demostró un fuerte cariño por los medios que no había encontrado en ningún otro lugar. Al señalar que los lectores reconocerían cómo determinadas obras de los medios inspiraron ideas en los juegos de Kojima, Kunzelman vio el libro como una forma edificante de captar las propias influencias. Barsanti afirmó que si bien los lectores no necesariamente comparten la misma adoración que él por las obras de arte favoritas de Kojima, el libro podría brindarles una ardiente admiración por las obras de arte que disfrutan personalmente.

## Lectura adicional
- Cuscino, Gabriele (8 de agosto de 2022). «Vite transitorie: gli spazi liminali nella cultura pop e oltre» [Vidas transitorias: espacios liminales en la cultura pop y más allá]. IGN Italia (en italiano). Archivado desde el original el 8 de agosto de 2022. Consultado el 4 de septiembre de 2023.
- Kaliroff, Marc (19 de octubre de 2021). «Hideo Kojima's The Creative Gene Insightfully Delves Into His Beloved Memes». Goomba Stomp (en inglés). Archivado desde el original el 20 de octubre de 2021. Consultado el 2 de septiembre de 2023.
- Richards, David (19 de noviembre de 2021). «Hideo Kojima: The making of a video game auteur». GamesIndustry.biz (en inglés). Archivado desde el original el 2 de agosto de 2022. Consultado el 2 de septiembre de 2023.